# Dracs de Badalona
Stade
Maillots
Champion 1998, 1999, 2002, 2003, 2004, 2014, 2016, 2017, 2018, 2019, 2021
Les Dracs de Badalona (parfois également appelé Drags de Badalona) est un club espagnol de football américain basé à Badalone.

## Palmarès
- Championnat d'Espagne

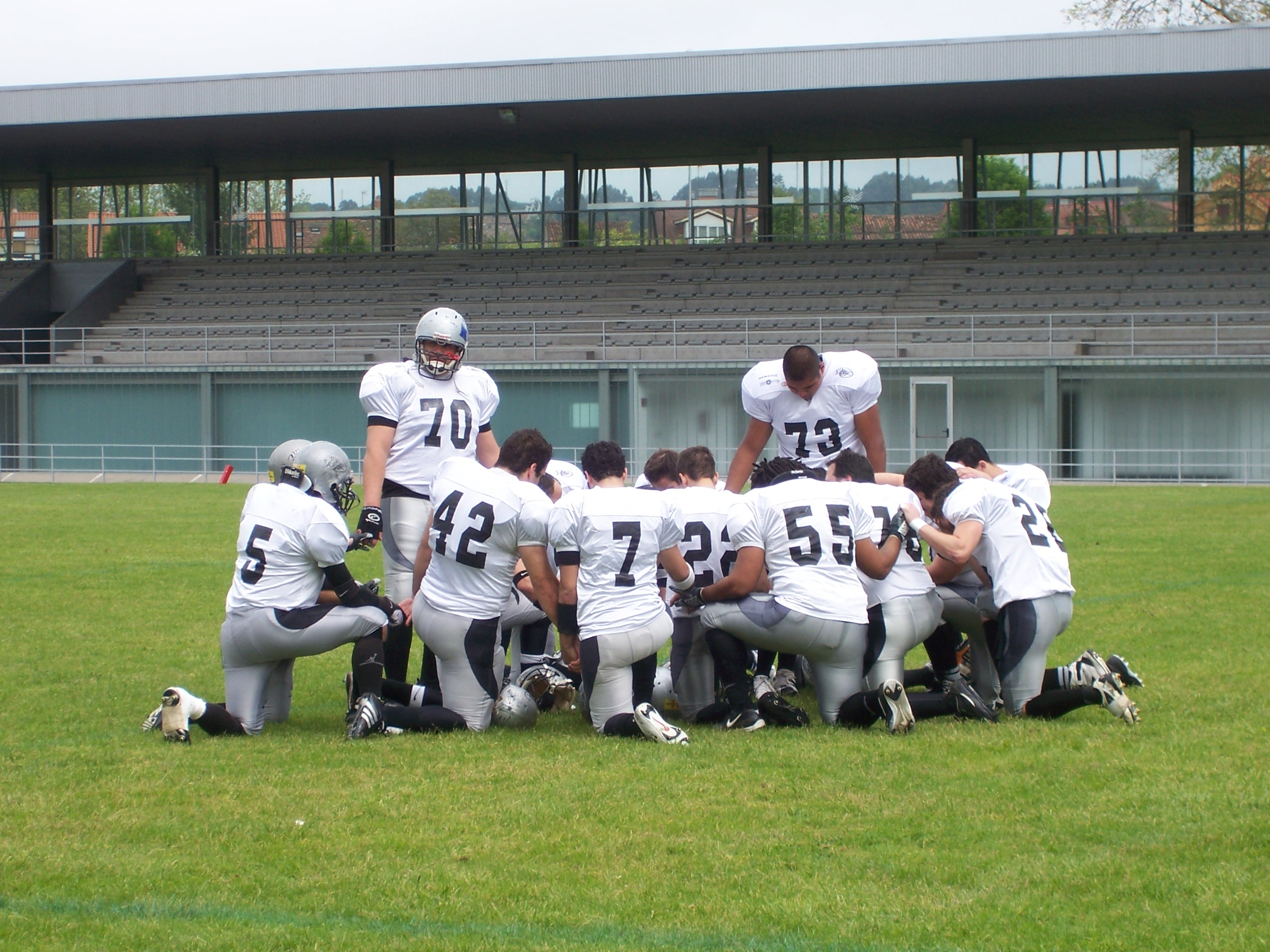
Les Dracs de Badalona avant un match.

  - Champion : 1998, 1999, 2002, 2003, 2004, 2014, 2016, 2017, 2018, 2019, 2021
  - Vice-champion : 2000, 2005, 2007, 2009, 2011, 2013, 2015

- EFAF cup
  - Finaliste : 2002